# Carl Schmidt-Carlson
Carl Schmidt-Carlson, eigentlich Friedrich Heinrich Carl Schmidt (* 16. September 1806 in Lübeck; † 2. April 1887 ebenda) war ein deutscher Porträtmaler und Fotograf.

## Leben
Schmidt war der Sohn eines Maurergesellen in Lübeck. Da er Talent im Malen und Zeichnen zeigte, bewilligte ihm die Gesellschaft zur Beförderung gemeinnütziger Tätigkeit Anfang 1828 ein Stipendium auf drei Jahre zu einer Ausbildung als Porträtmaler. Schmidt wurde für ein Jahr Schüler von Friedrich Carl Gröger und Heinrich Jacob Aldenrath in Hamburg. Zum weiteren Studium ging er 1829 nach Dresden und 1830 nach Berlin. Nach seiner Rückkehr nach Lübeck nahm sich der Lübecker Bürgermeister und Amateurmaler Karl Ludwig Roeck seiner an und verschaffte ihm Aufträge.
1857 ging Schmidt in die USA, kehrte aber schon 1860 zurück und lebte und wirkte dann in Lübeck bis zu seinem Tod. Er nahm den Namen Schmidt-Carlson an, um sich von dem ebenfalls in Lübeck lebenden Maler Johann Friedrich Theodor Schmidt (* 4. Juli 1822 in Lübeck; † 4. März 1883 ebenda) zu unterscheiden. Ein Porträt von ihm schuf der Lübecker Maler August Godtknecht.

## Werke

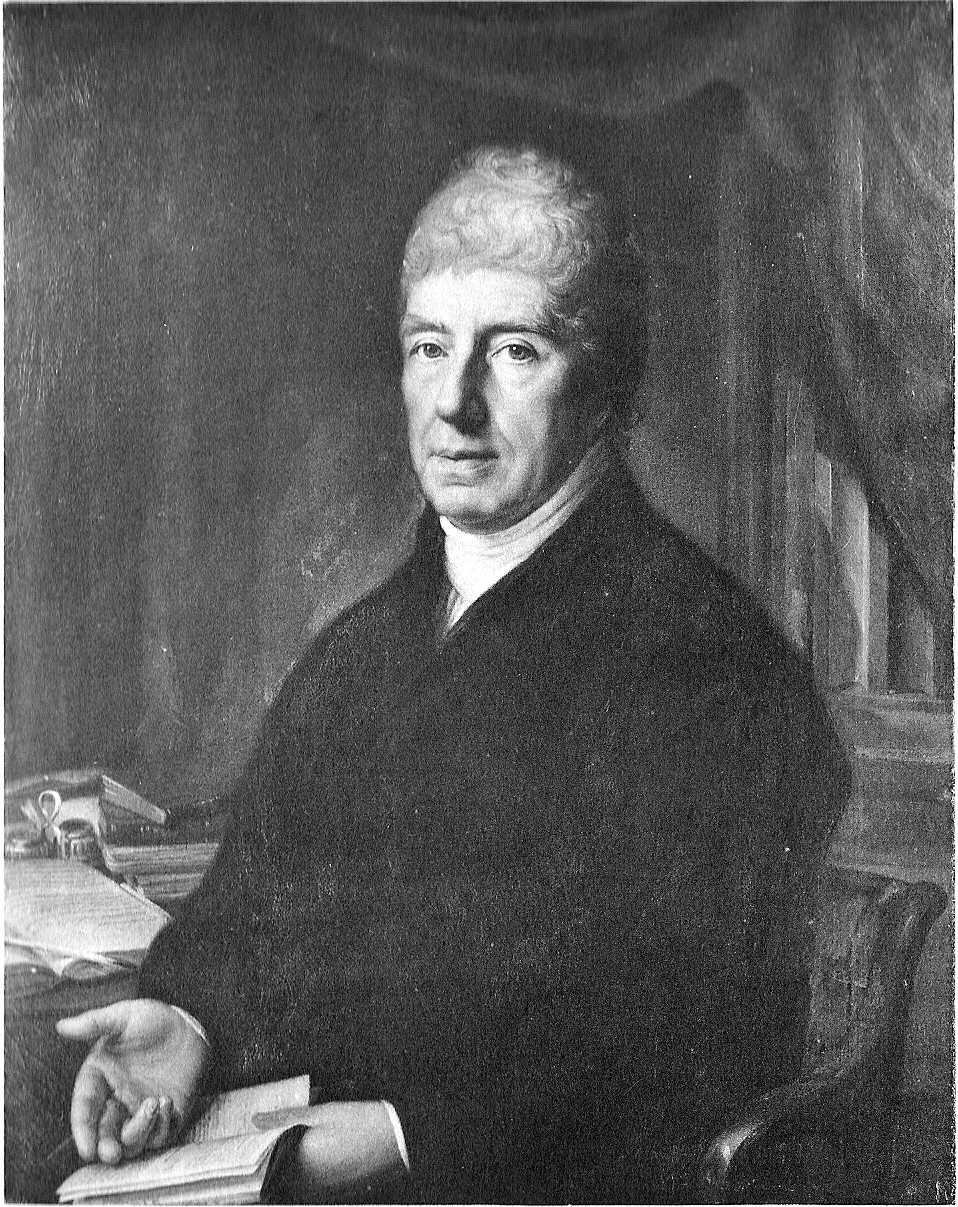
Johann Friedrich Petersen (1829)

- Johann Friedrich Petersen (der Ältere), Porträt im Gesellschaftshaus Königstraße 5 (1829)
- Lübeck von Osten, von Marli aus (um 1840),
- Porträt des Lübecker Kaufmanns Carl Busekist (1855), Behnhaus